# La Bataille de Passchendaele
Pour l'évènement historique, voir Bataille de Passchendaele.
Pour plus de détails, voir Fiche technique et Distribution.
La Bataille de Passchendaele (Passchendaele) est un film de guerre canadien sorti en 2008, dont Paul Gross est à la fois auteur-réalisateur et acteur.
Le film, tourné en Belgique, à Calgary, à Fort Macleod  et dans la base canadienne de Suffield en Alberta (Canada), parle de l'histoire du grand-père de Gross, Michael Dunne, un soldat appartenant au 10e bataillon du corps expéditionnaire canadien durant la bataille de Passchendaele (aussi connue comme la troisième bataille d'Ypres). Le film a fait l'ouverture du festival international du film de Toronto le 4 septembre 2008 et est sorti au Canada le 17 octobre 2008.

## Synopsis
Le sergent Michael Dunne est le personnage principal. Lors du printemps 1917 après la bataille de la crête de Vimy, c'est un vétéran décoré du 10e bataillon. Renvoyé à la maison pour cause de neurasthénie, il rencontre Sarah Mann, une infirmière à Calgary, ville où il s'était engagé.
Sarah Mann est renvoyée du service militaire car son père a quitté le Canada pour rejoindre les armées allemandes en 1915. Il a été tué sur la crête de Vimy. Pour supporter les pertes successives dans sa vie, elle était devenue dépendante à la morphine.
Inapte au service militaire pour cause d'asthme, mais cherchant désespérément à gagner le respect du père de sa petite amie, durant une période où les jeunes hommes se devaient de faire leur service militaire, le petit frère de Sarah, David Mann, se retrouve, à la suite d'une série d'événements, dans les tranchées en Belgique, avec Michael Dunne qui l'a suivi pour garder un œil sur lui, ainsi que Sarah de nouveau à son poste. Cela se passe au moment où se déroule la troisième bataille d'Ypres, et plus précisément lors des combats près de Passchendaele.

## Fiche technique
- Titre original : La Bataille de Passchendaele
- Réalisateur : Paul Gross
- Scénario : Paul Gross
- Photographie : Gregory Middleton
- Montage : David Wharnsby
- Musique : Jan A.P. Kaczmarek
- Production : Paul Gross, Niv Fichman, Frank Siracusa et Francis Damberger
- Société de distribution : Alliance Films
- Budget : 20 millions CAD
- Langue : anglais
- Genre : Guerre
- Durée : 114 minutes
- Sortie : 2008

## Distribution
Légende : V. Q. = version québécoise
- Paul Gross (V. Q. : Daniel Picard) – Michael Dunne
- Caroline Dhavernas (V. Q. : elle-même) – Sarah Mann
- Joe Dinicol (V. Q. : Nicolas Charbonneaux-Collombet) – David Mann
- Meredith Bailey (V. Q. : Magalie Lépine-Blondeau) – Cassie Walker
- David Ley (V. Q. : René Gagnon) – Dr Walker
- Joe Desmond – Lt. Hanson
- Jim Mezon (V. Q. : Tony Robinow) – Dobson-Hughes
- Michael Greyeyes – Highway
- Brian Jensen – Major Bingham
- Adam Harrington (en) – Colonel Ormond
- Gil Bellows (V. Q. : Pierre Auger) – Royster
- James Kot – Skinner
- Jesse Frechette – Peters
- Hugh Probyn – Carmichael
- Brian Dooley – McKinnon
- Sean Anthony Olson – Lt. Maxwell
- Rainer Kahl – German Machine Gunner
- Landon Liboiron – Young German Soldier

## Production
Le 20 août 2007, la partie principale du tournage commence à Calgary. Les prises durent plus de 45 jours. Les scènes des batailles sont tournées dans la réserve indienne des Tsuu T'ina (à Calgary). Le gros des prises sont finies en octobre 2007.

## Origine
Le film est le fruit de la relation d'amitié entre Paul Gross et son grand-père. Comme de nombreux vétérans, il était réticent lorsqu'il s'agissait de partager ses souvenirs avec sa famille. Au cours d'une des rares discussions lors d'une sortie de pêche, Michael Dunne lui raconte comment il avait tué avec sa baïonnette un jeune Allemand en lui transperçant la tête durant un combat. Bien longtemps après, alors que Michael Dunne se reposait dans un lit d'hôpital vers la fin de sa vie, sa famille fut surprise par sa conduite : il n'arrêtait pas de demander pardon. Seul Gross savait qu'il s'adressait au jeune Allemand qu'il avait tué,.

## Budget
En novembre 2005, le gouvernement albertain annonce qu'il a fait une subvention de 5,5 millions de dollars canadiens à Gross pour le projet du film à l'occasion du centenaire de l'Alberta. Le budget total du film est annoncé entre 16 et 20 millions de dollars, ce qui en fait la production canadienne avec le plus gros budget. Le projet du film a été officialisé par une conférence de presse au musée des Régiments le 13 novembre 2005.

## Contexte historique

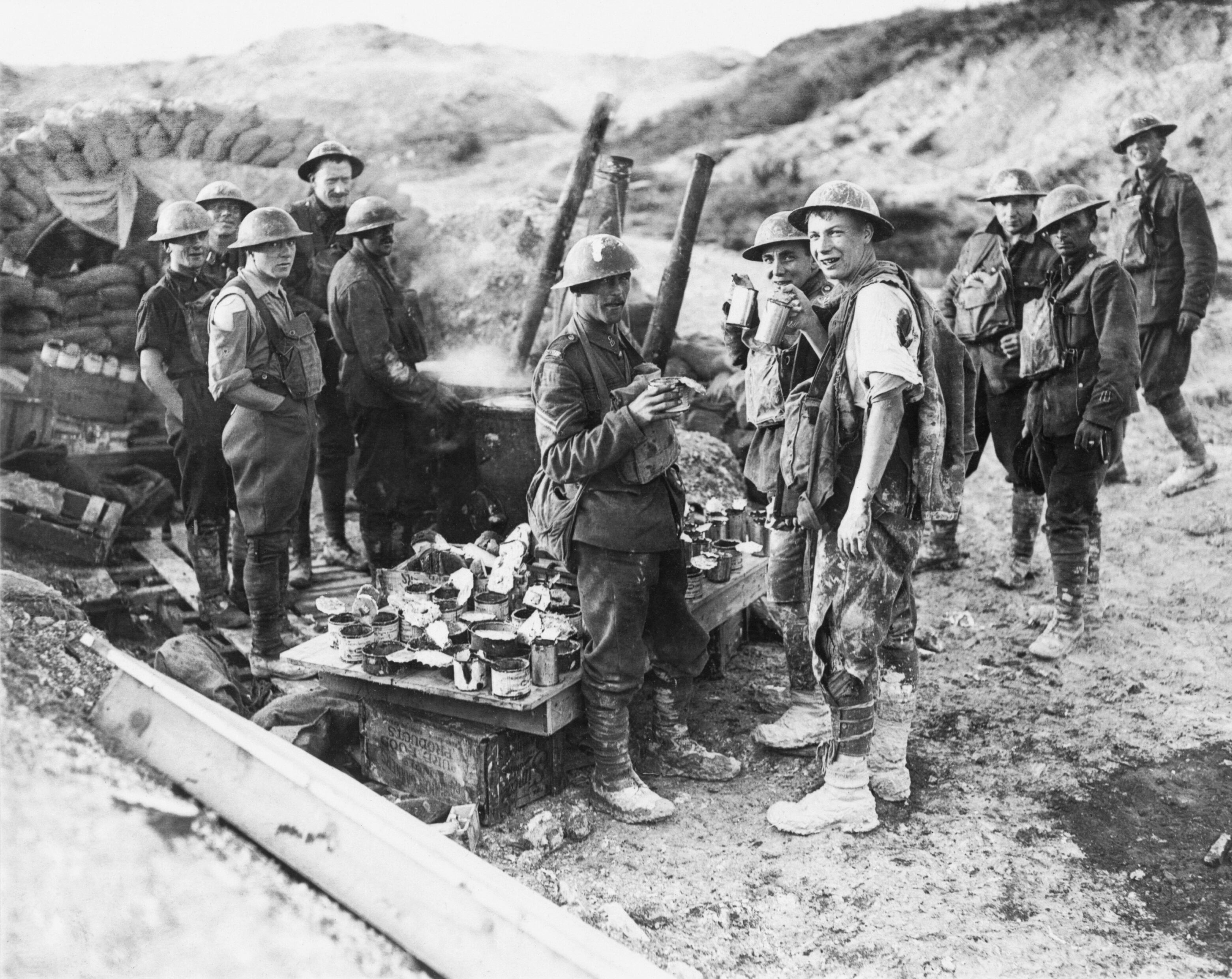
Les Canadiens à 100 verges des lignes des Allemands lors de la poussée sur la cote 70.

Le 10e bataillon était à l'origine formé d'Albertains, de Saskatchewanais, et de Manitobains, mais au fur et à mesure que la guerre progressait, c'est devenu un bataillon d'Albertains uniquement. La « dixième battante » servait dans la Première division canadienne et ses soldats ont participé à tous les combats majeurs où les Canadiens prirent part. Ils ont établi un record du plus grand nombre de récompenses individuelles de courage en une seule bataille. À la cote 70, soixante hommes furent récompensés d'une médaille militaire pour ce combat, sans oublier une croix de Victoria, trois Distinguished Service Order, sept croix militaires, et neuf médailles pour conduite remarquable.

## Critiques
Passchendaele a été accueilli par les critiques de façon disparate en moyenne. En date du 17 octobre 2008, le décompteur de critique Rotten Tomatoes a établi qu'environ 36 % des critiques étaient positives (5 sur 9), pour une moyenne de 5⁄10.

## Source de la traduction
- (en) Cet article est partiellement ou en totalité issu de l’article de Wikipédia en anglais intitulé « Passchendaele (film) » (voir la liste des auteurs).